# Koplotovce
Koplotovce (ungarisch Kaplat) ist eine Gemeinde im Westen der Slowakei mit 848 Einwohnern (Stand 31. Dezember 2024), die zum Okres Hlohovec, einem Teil des Trnavský kraj, gehört.

## Geographie
Die Gemeinde befindet sich am Westhang des Gebirges Považský Inovec, auf einer kleinen Ebene am linken Ufer der Waag. Das Ortszentrum liegt auf einer Höhe von 165 m n.m. und ist fünfeinhalb Kilometer von Hlohovec entfernt.
Nachbargemeinden sind Drahovce im Norden, Jalšové im Nordosten, Tepličky im Osten, Hlohovec im Süden und Madunice im Westen.

## Geschichte

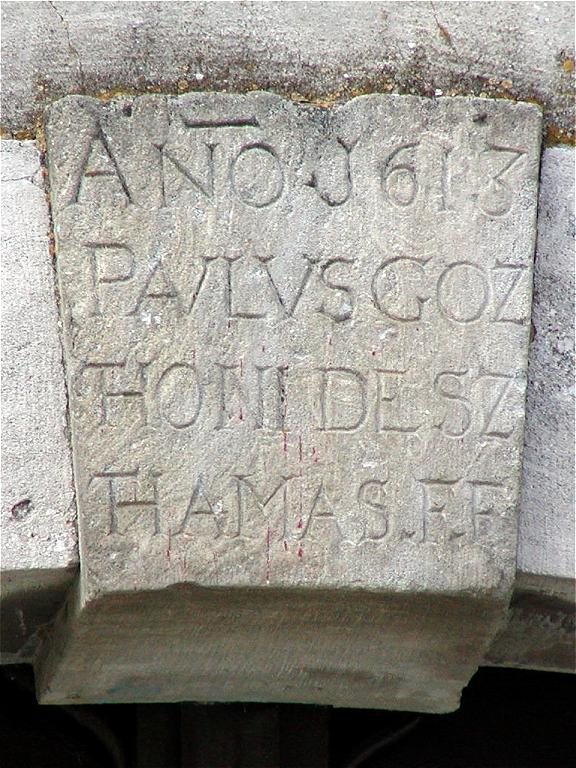
Schlussstein auf einem Tor in Koplotovce

Koplotovce wurde zum ersten Mal 1113 als Locuplot schriftlich erwähnt und war damals zwischen der Burg Freistadl (heute Hlohovec) und dem Benediktinerkloster am Zobor geteilt. 1330 wurde das Dorf Besitz örtlicher Edelmänner. Die letzten Großgutsbesitzer stammten aus der Familie Frideczky. Haupteinnahmequellen waren Landwirtschaft und Weinbau, im 19. Jahrhundert betrieb man Kies- und Steinabbau.
Bis 1918 gehörte der im Komitat Neutra liegende Ort zum Königreich Ungarn und kam danach zur Tschechoslowakei beziehungsweise heute Slowakei.

## Bevölkerung
| Jahr                | 1994 | 2004    | 2014     | 2024     |
| ------------------- | ---- | ------- | -------- | -------- |
| Anzahl der Personen | 541  | 580     | 768      | 848      |
| Unterschied         |      | +7,20 % | +32,41 % | +10,41 % |

| Jahr                | 2023 | 2024    |
| ------------------- | ---- | ------- |
| Anzahl der Personen | 827  | 848     |
| Unterschied         |      | +2,53 % |

Nach der Volkszählung 2011 wohnten in Koplotovce 682 Einwohner, davon 672 Slowaken, zwei Tschechen sowie jeweils ein Magyare, Pole, Russine und Serbe. Vier Einwohner machten keine Angabe zur Ethnie. 549 Einwohner bekannten sich zur römisch-katholischen Kirche, 12 Einwohner zur Evangelischen Kirche A. B., vier Einwohner zu den Zeugen Jehovas sowie drei Einwohner zur griechisch-katholischen Kirche; vier Einwohner bekannten sich zu einer anderen Konfession. 73 Einwohner waren konfessionslos und bei 37 Einwohnern wurde die Konfession nicht ermittelt.

## Bauwerke
- Landschloss im Renaissance-Stil aus dem Jahr 1613
- römisch-katholische Kirche aus dem Jahr 1743